# Етиопски питон
Етиопските питони (Python natalensis) са вид влечуги от семейство Питонови (Pythonidae).
Разпространени са в Южна и Източна Африка.
Таксонът е описан за пръв път от шотландския лекар Андрю Смит през 1840 година.